# 萩芦溪
萩芦溪是福建省沿海中部的一条河流。位于东经119°00'-119°12'，北纬25°38'-25°29'之间。
有两个源头。西源在仙游县东北部，北源在永泰县边界，上游支流有吉宦溪、湘溪、巩石溪、朱溪、蒜溪。流经庄边镇，二支流在白沙镇的宝阳汇合，然后流经白沙镇、萩芦镇，接纳支流三叉河，在江口镇兴化湾入海。
干支流总长150公里，其中主河长60公里，流域面积709平方公里。平水年径流量6.25亿立方米；十年一遇的干旱年径流量3.68亿立方米。
1974年在支流三叉河上建有东方红水库，总库容2170万立方米。